# Broken Things
Broken Things is een Ierse korte film uit 2002 geregisseerd en geschreven door Vincent Lambe. De film won diverse Ierse filmprijzen, waaronder die voor Beste korte drama, Beste jonge acteur en Meest veelbelovende regisseur in 2003 op het Dublin Film and Music Fleadh. Daarnaast won Broken Things de publieksprijs op het Woods Hole Film Festival in de categorie drama.

## Plot
Het verhaal draait om Joey, die volgens zijn docente een pianist is met een uitzonderlijk talent. Zij wil de nog jonge scholier naar een hoge muziekschool sturen om hem daar te laten ontplooien, wat zijn vader - die op dat moment in scheiding ligt met Joeys moeder - niet ziet zitten. Daarnaast wordt Joey gepest door twee klasgenoten, wat de drang om te vertrekken alleen maar groter maakt.

## Cast
- Diarmuid Noyes als Joey
- Eamonn Hunt als vader
- Bernadette McKenna als moeder
- Marian Reece als docente
- Meabh Carron als Laura
- Johnny Ward als Danny
- Ian O'Shea als Trevor
- Andrew Keating als Mark
- Mark Butler als pestende klasgenoot
- Gary Fallon als pestende klasgenoot